# Бензоилхлорид
Бензоилхлорид, также хлористый бензоил, хлорангидрид бензойной кислоты — хлорорганическое соединение с эмпирической формулой C7H5ClO. Широко используемое сырьё в органическом синтезе.

## Физико-химические свойства
Представляет собой бесцветную слегка дымящую на воздухе жидкость, с резким и раздражающим запахом, плохо растворяется в воде, хорошо в сероуглероде и органических растворителях (диэтиловом эфире, бензоле, хлороформе). Вследствие наличия подвижного атома хлора он легко вступает в реакции, свойственные хлорангидридам, но реагирует не так бурно, как низшие хлорангидриды жирных кислот. Так, например, с водой он реагирует медленно (гидролиз усиливается в кипящей воде или при действии растворов щелочей) c образованием бензойной кислоты:
{\displaystyle {\mathsf {C_{6}H_{5}COCl+H_{2}O\rightarrow C_{6}H_{5}COOH+HCl}}}
Восстановление водородом в присутствии палладия приводит к образованию бензальдегида:
{\displaystyle {\mathsf {C_{6}H_{5}COCl+H_{2}{\xrightarrow[{}]{Pd}}C_{6}H_{5}COH+HCl}}}
Вступает в реакцию конденсации с ароматическими углеводородами с образованием диарилкетонов (реакция Фриделя — Крафтса):
{\displaystyle {\mathsf {C_{6}H_{5}COCl+C_{6}H_{6}{\xrightarrow[{}]{AlCl_{3}}}C_{6}H_{5}-CO-C_{6}H_{5}+HCl}}}
Взаимодействие бензоилхлорида с пероксидами приводит к образованию перекиси бензоила:
{\displaystyle {\mathsf {2C_{6}H_{5}COCl+Na_{2}O_{2}{\xrightarrow[{}]{0^{o}C}}(C_{6}H_{5}COO)_{2}+2NaCl}}}

## Получение
В лаборатории бензоилхлорид получают взаимодействием раствора бензойной кислоты с пентахлоридом фосфора по реакции:
{\displaystyle {\mathsf {C_{6}H_{5}COOH+PCl_{5}\rightarrow C_{6}H_{5}COCl+POCl_{3}+HCl}}}
Также возможно использование в качестве хлорирующего агента четырёххлористого кремния:
{\displaystyle {\mathsf {4C_{6}H_{5}COOH+SiCl_{4}\rightarrow Si(OCOC_{6}H_{5})_{4}+4HCl}}}
{\displaystyle {\mathsf {Si(OCOC_{6}H_{5})_{4}+SiCl_{4}\rightarrow 4C_{6}H_{5}COCl+2SiO_{2}}}}
В промышленности бензоилхлорид получают путём гидролиза бензотрихлорида водой или раствором карбоновой кислоты (в частности уксусной) в присутствии катализаторов:
{\displaystyle {\mathsf {C_{6}H_{5}CCl_{3}+H_{2}O{\xrightarrow[{}]{FeCl_{3}/AlCl_{3}/ZnCl_{2}}}C_{6}H_{5}COCl+2HCl}}}
{\displaystyle {\mathsf {C_{6}H_{5}CCl_{3}+CH_{3}COOH{\xrightarrow[{}]{FeCl_{3}/AlCl_{3}/ZnCl_{2}}}C_{6}H_{5}COCl+CH_{3}COCl+HCl}}}
Взаимодействием фосгена с бензойной кислотой:
{\displaystyle {\mathsf {C_{6}H_{5}COOH+COCl_{2}{\xrightarrow[{}]{FeCl_{3}}}C_{6}H_{5}COCl+CO_{2}+HCl}}}
Также возможен метод получения бензоилхлорида из бензальдегида, подвергая последний хлорированию или взаимодействию с тетрахлорметаном:
{\displaystyle {\mathsf {C_{6}H_{5}COH+Cl_{2}\rightarrow C_{6}H_{5}COCl+HCl}}}
{\displaystyle {\mathsf {C_{6}H_{5}COH+CCl_{4}\rightarrow C_{6}H_{5}COCl+CHCl_{3}}}}

## Применение
Большая часть бензоилхлорида используется в качестве арилирующего (бензоилирующего) вещества, в частности в синтезе индигоидных красителей; применяется также для получения перекиси бензоила, ангидрида бензойной кислоты, а также в производстве медицинских препаратов.

## Безопасность
Бензоилхлорид является горючим продуктом. Обладает сильным раздражающим воздействием (ирритант) на слизистые оболочки глаз, дыхательных путей и кожи. Вызывает слезотечение — лакриматор. ПДК в воздухе рабочей зоны промышленных производств составляет 5 мг/м3.